# 一町田氏
一町田氏（いっちょうだし）は、津軽氏の支流で戦国時代から江戸時代にかけて同家に仕えた。江戸時代に「西館」に改姓した。通し字は「森」。

## 歴史
大浦光信の弟、信建が一町田村に住み、村名を姓とした。代々、津軽氏の重臣として同家に仕えた。建雄の代に「西館」に改姓した。「西館」姓は一町田にあった居館を「西館殿」と呼んだことに由来する。幕末の西館孤清(平馬建久)は、京都側用人として、上方の情報を集め、朝廷令書と近衛家教書を津軽に持ち帰り、弘前藩が新政府方につく決め手となった。また、明治の教育者本多庸一とも縁戚関係にあった。

## 歴代当主
1. 一町田信建
2. 一町田信清
3. 一町田森清
4. 一町田森季
5. 一町田森俊

## 系図
```
      ┃ 　
  
一町田信建

      ┃
     
信清

      ┃
     
森清

      ┃
     
森季

      ┃
     
森俊
                               
一町田建清

      ┣━━━━━━━┓                   ┃
    
西舘森貞
        
四郎兵衛
            
西館建雄
　
      ┃　　　　　　　┃　　　　　　　　　 ┃
     
森次
   　 　    
平馬
　　　           
建通

      ┃　　　　　　　┃　　　　　　　　　 ┣━━━━━━┓　　　　　　　　　　　  
     
森房
   　　　   
大七
　               
織部
        
太左衛門
 
  　　　　　　        ┃　　　　　　　　　 ┃　　　　　　┃
 　　　　　 　       
平馬
　　　　　　　　 
建徳
     　 
太左衛門
 
        　　          ┃　　　　　　　　　 ┃　　　　　  ┃　　
     　　　         (数代)　　　　　　　　
建邦
         
富之進
 
　　　　　　　　　    ┃　　　　　　　　　 ┃   
                     
建久
　　　　         
建哲
```